# فرناندو جافيريا
فرناندو جافيريا (بالإسبانية: Fernando Gaviria) مواليد 19 أغسطس 1994 في كولومبيا، هو دراج كولومبي سابق.

## سباقات أو مراحل فاز بها
| التاريخ        | السباق                                                    | المركز                                           |
| -------------- | --------------------------------------------------------- | ------------------------------------------------ |
| 30 أغسطس 2014  | تور دي أفينير 2014                                        | الثاني في تصنيف النقاط                           |
| 01 يناير 2015  | 2015 UCI Track Cycling World Championships – men's omnium |                                                  |
| 01 يناير 2016  | 2016 UCI Track Cycling World Championships – men's omnium |                                                  |
| 25 فبراير 2016 | طواف بروفانس 2016                                         |                                                  |
| 15 مارس 2016   | تيرينو ادرياتيكو 2016                                     | الخامس في تصنيف النقاط، الثامن في تصنيف أفضل شاب |
| 23 مارس 2016   | دفارز دور فلاندرز 2016                                    | العاشر في التصنيف العام                          |
| 27 مارس 2016   | غنت-وفلجم 2016                                            | السادس في التصنيف العام                          |
| 22 يونيو 2016  | هالي إنجويجم 2016                                         | السابع في التصنيف العام                          |
| 16 سبتمبر 2016 | بطولة فلاندرز 2016                                        | الثاني في التصنيف العام                          |
| 17 سبتمبر 2016 | جي بي إيبانيس-فان بيتيجم 2016                             | الفائز في التصنيف العام                          |
| 29 سبتمبر 2016 | غران بيمونتي 2016                                         | الثاني في التصنيف العام                          |
| 09 أكتوبر 2016 | طواف باريس 2016                                           | الفائز في التصنيف العام                          |
| 28 مايو 2017   | طواف إيطاليا 2017                                         | الأول في تصنيف النقاط                            |
| 15 سبتمبر 2017 | كامبيونشاب فان فلانديرن 2017                              | الفائز في التصنيف العام                          |
| 24 أكتوبر 2017 | طواف قوانغشي 2017                                         | الأول في تصنيف النقاط                            |
| 11 فبراير 2018 | طواف كولومبيا 2018                                        | الأول في تصنيف النقاط                            |
| 19 مايو 2018   | طواف كاليفورنيا 2018                                      | الأول في تصنيف النقاط                            |
| 16 سبتمبر 2020 | جيرو دي توسكانا 2020                                      | الفائز في التصنيف العام                          |
| 15 فبراير 2022 | طواف عمان 2022                                            | الأول في تصنيف النقاط                            |

## الميداليات
| الميدالية | المسابقة                               |
| --------- | -------------------------------------- |
| ذهبية     | بطولة العالم للدراجات على المضمار 2015 |

## روابط خارجية
- فرناندو جافيريا على موقع الاتحاد الدولي للدراجات (الإنجليزية)
- فرناندو جافيريا على موقع أرشيف الدراجات (الإنجليزية)
- فرناندو جافيريا على موقع إحصائيات الدراجات الإحترافية (الإنجليزية)
- فرناندو جافيريا على موقع نسبة الدراجات (الإنجليزية)
- فرناندو جافيريا على موقع CycleBase (الإنجليزية)
- فرناندو جافيريا على موقع اللجنة الأولمبية الدولية (الإنجليزية)
- فرناندو جافيريا على موقع أوليمبيديا (الإنجليزية)